# Liste von Mühlen und Triebwerken am Speyerbach

Ehemalige Anlagen
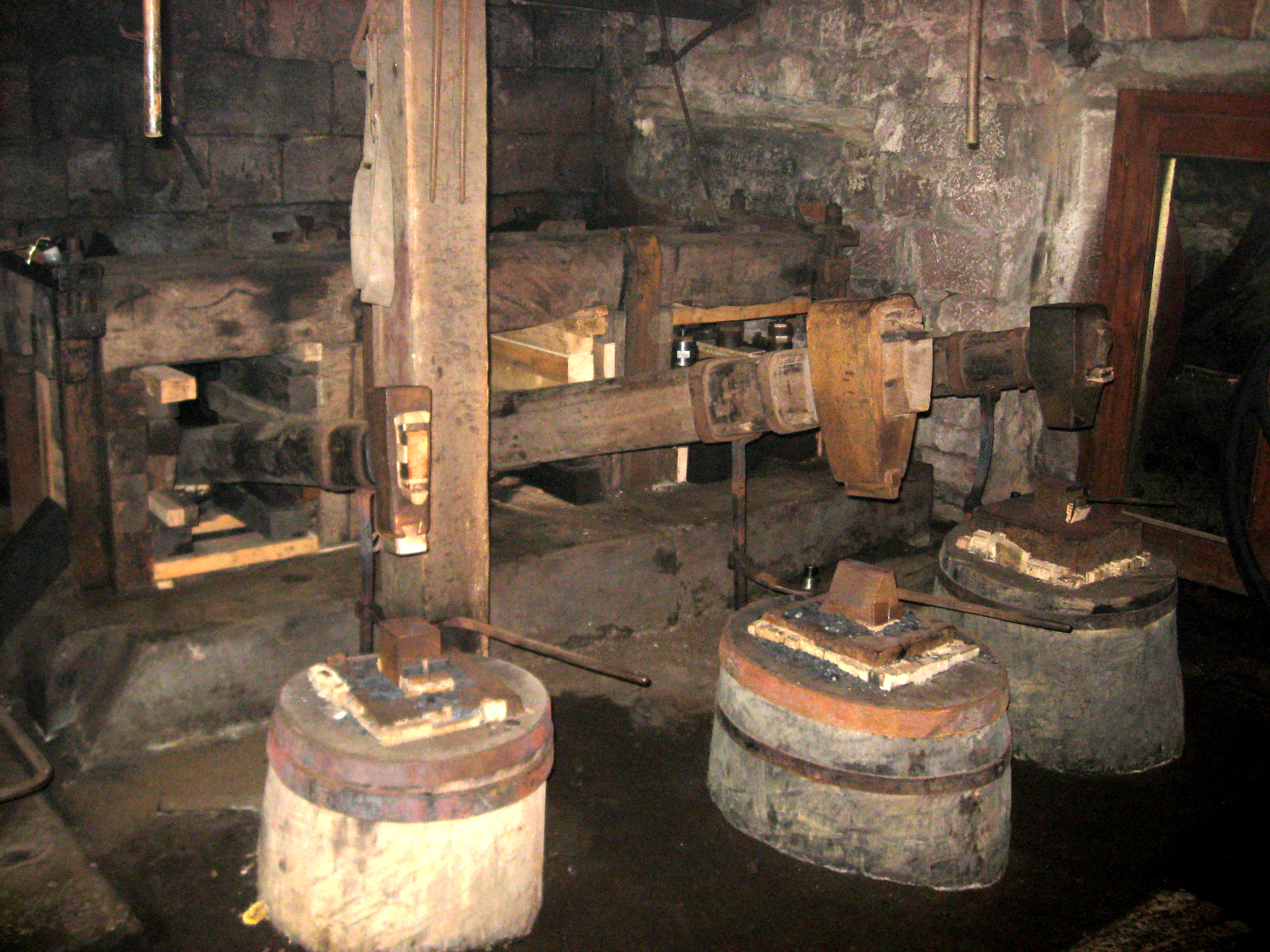
Museum Wappenschmiede in Elmstein
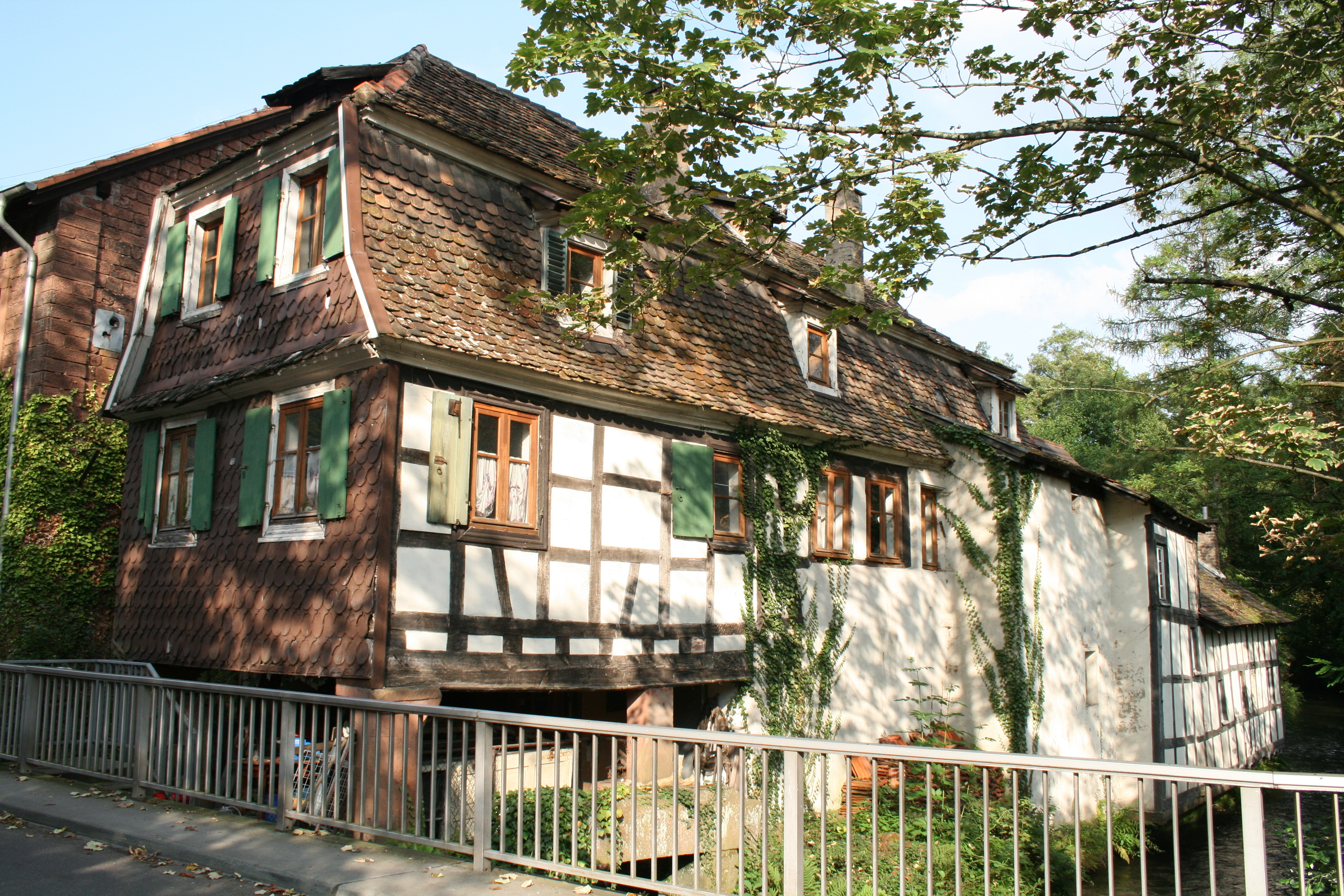
Untermühle in Lambrecht
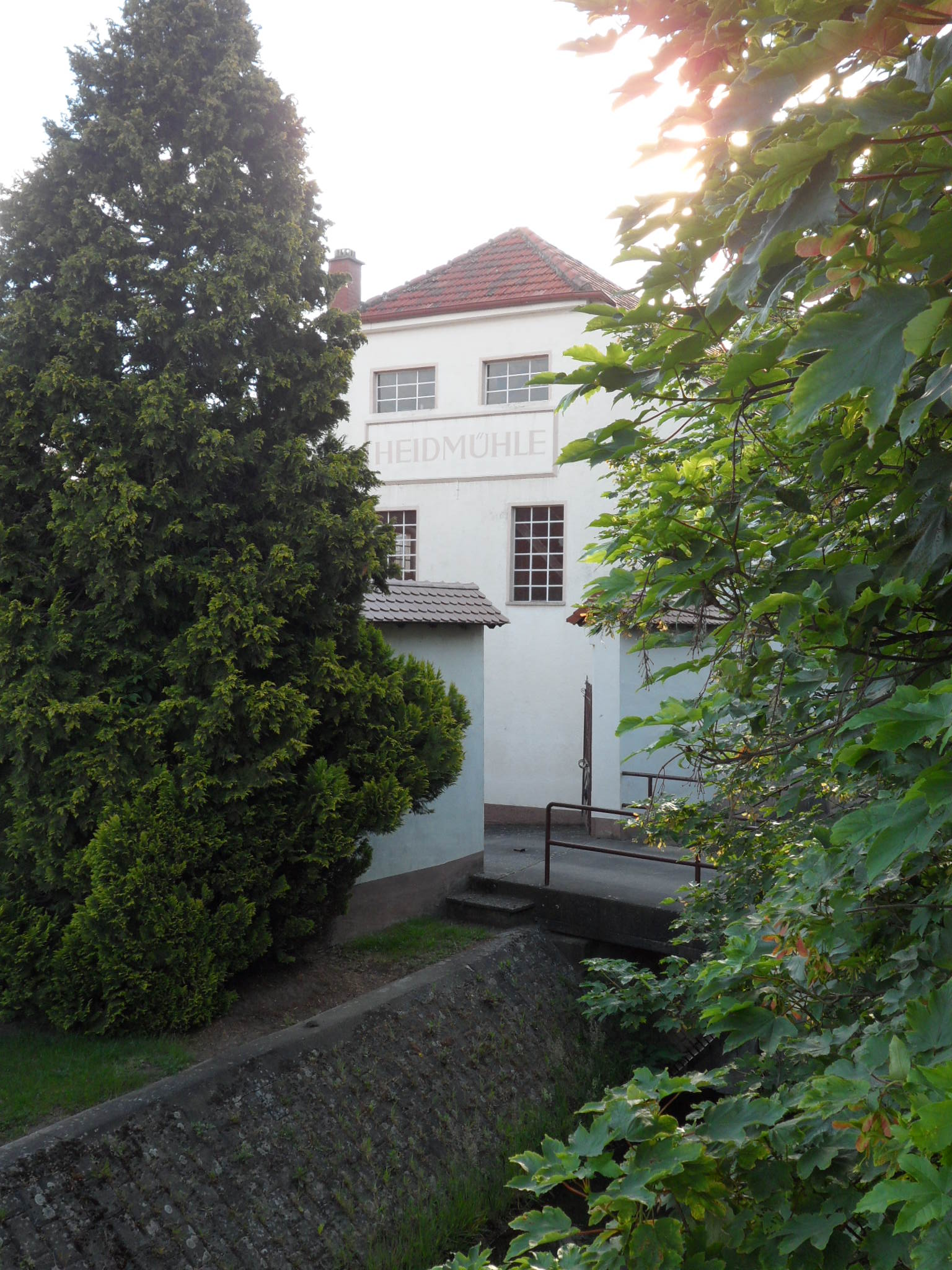
Haidmühle bei Neustadt
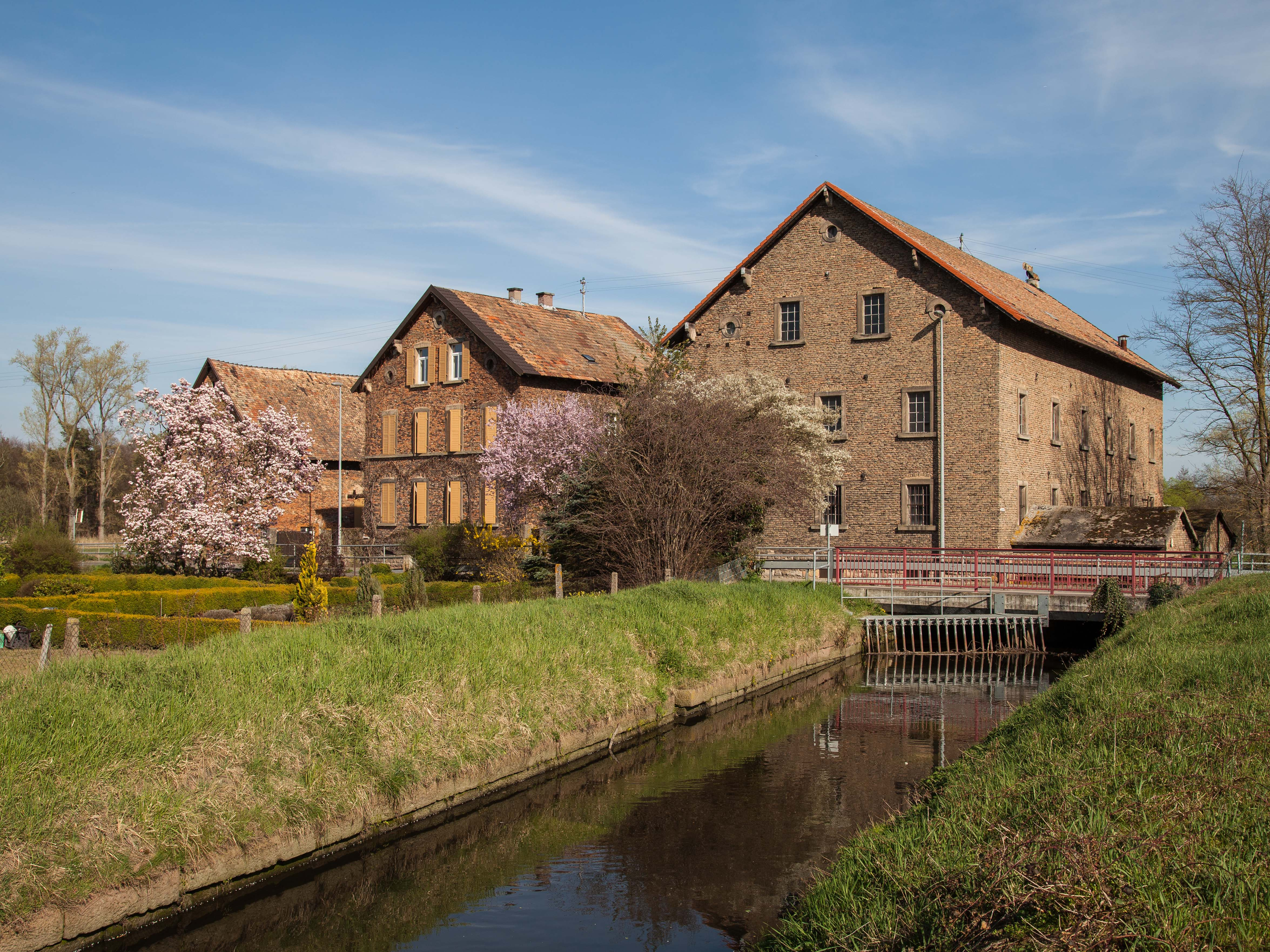
Fronmühle bei Haßloch
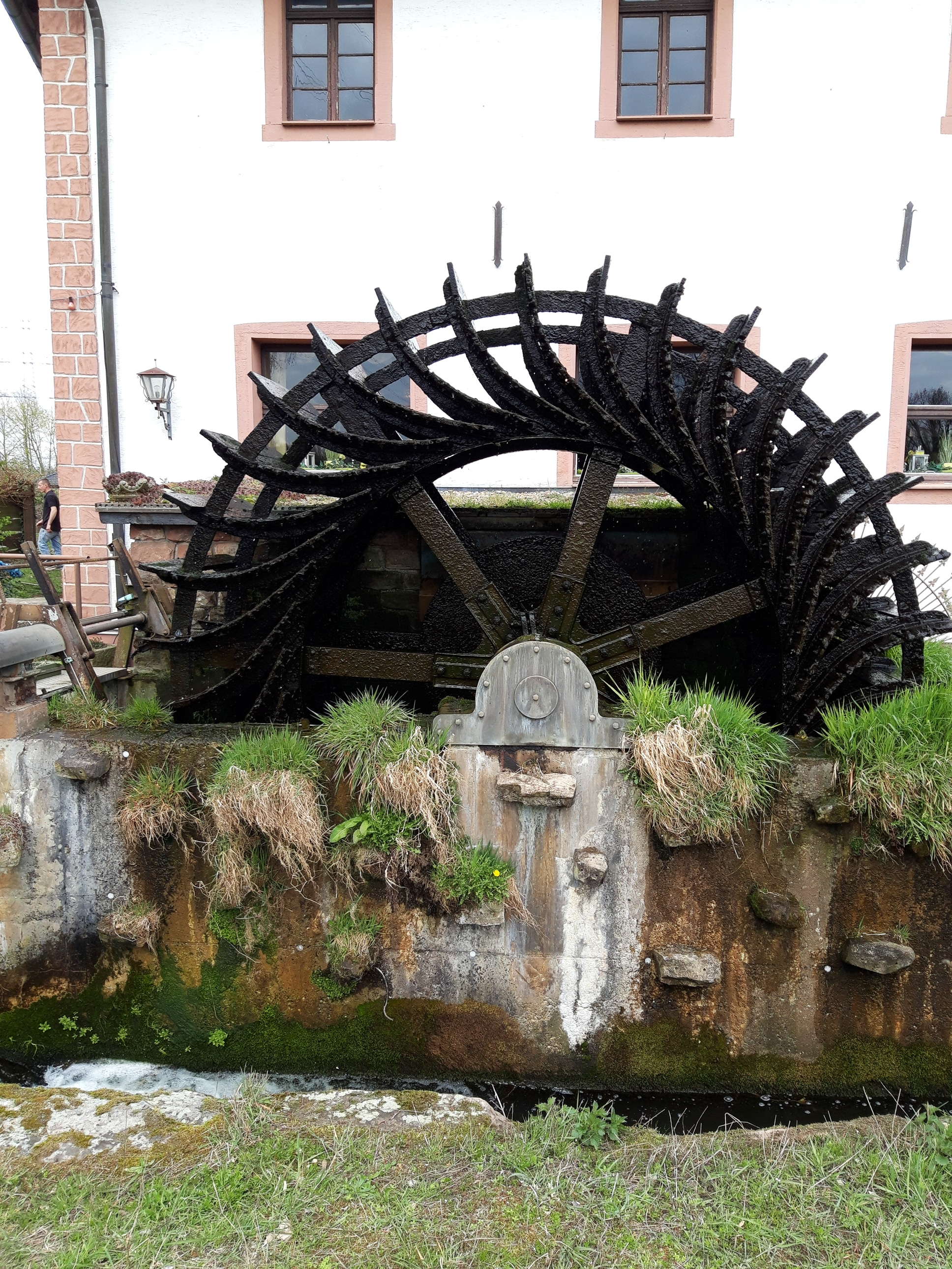
Rad der Aumühle bei Haßloch
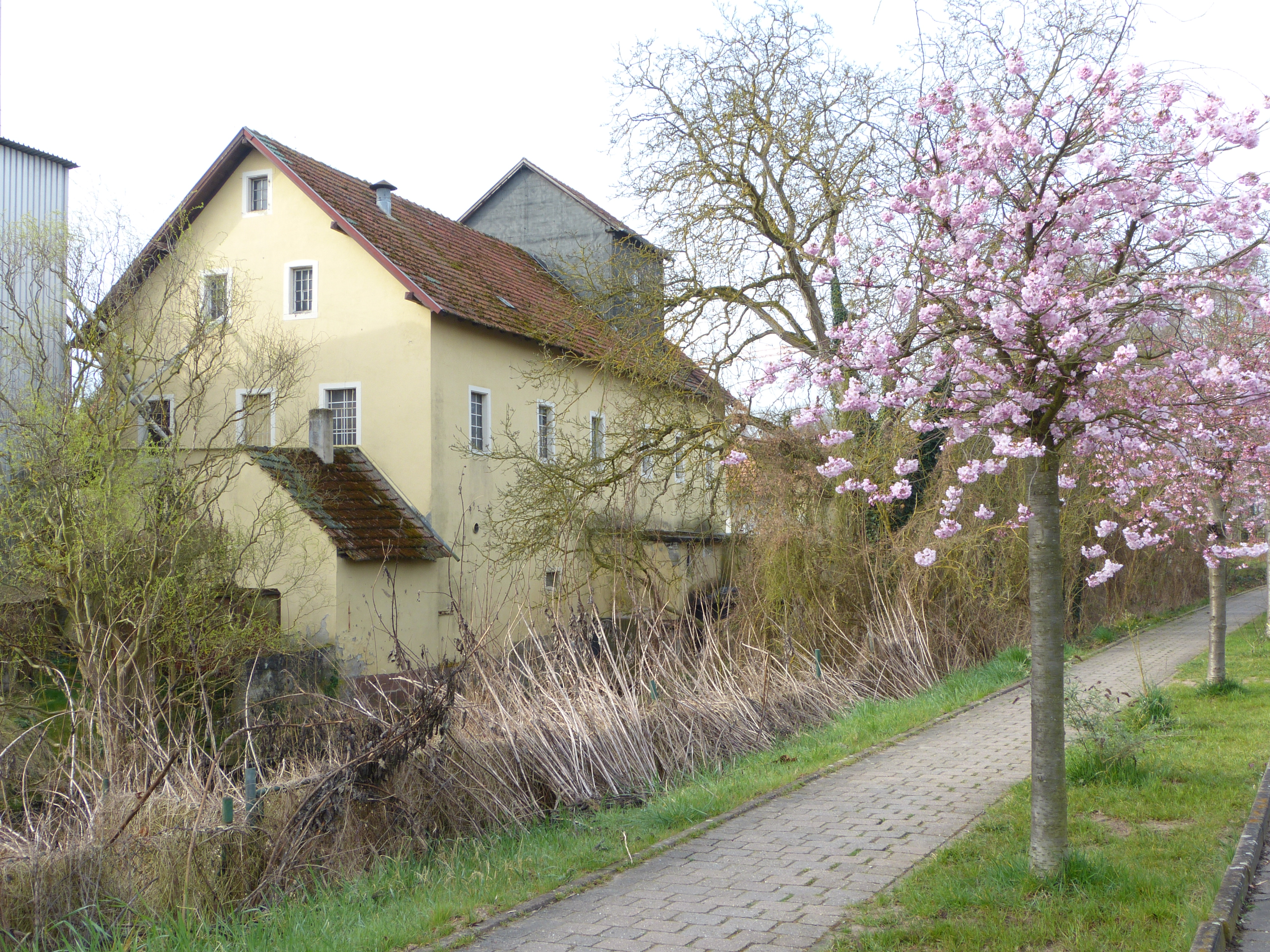
Schlossmühle in Hanhofen
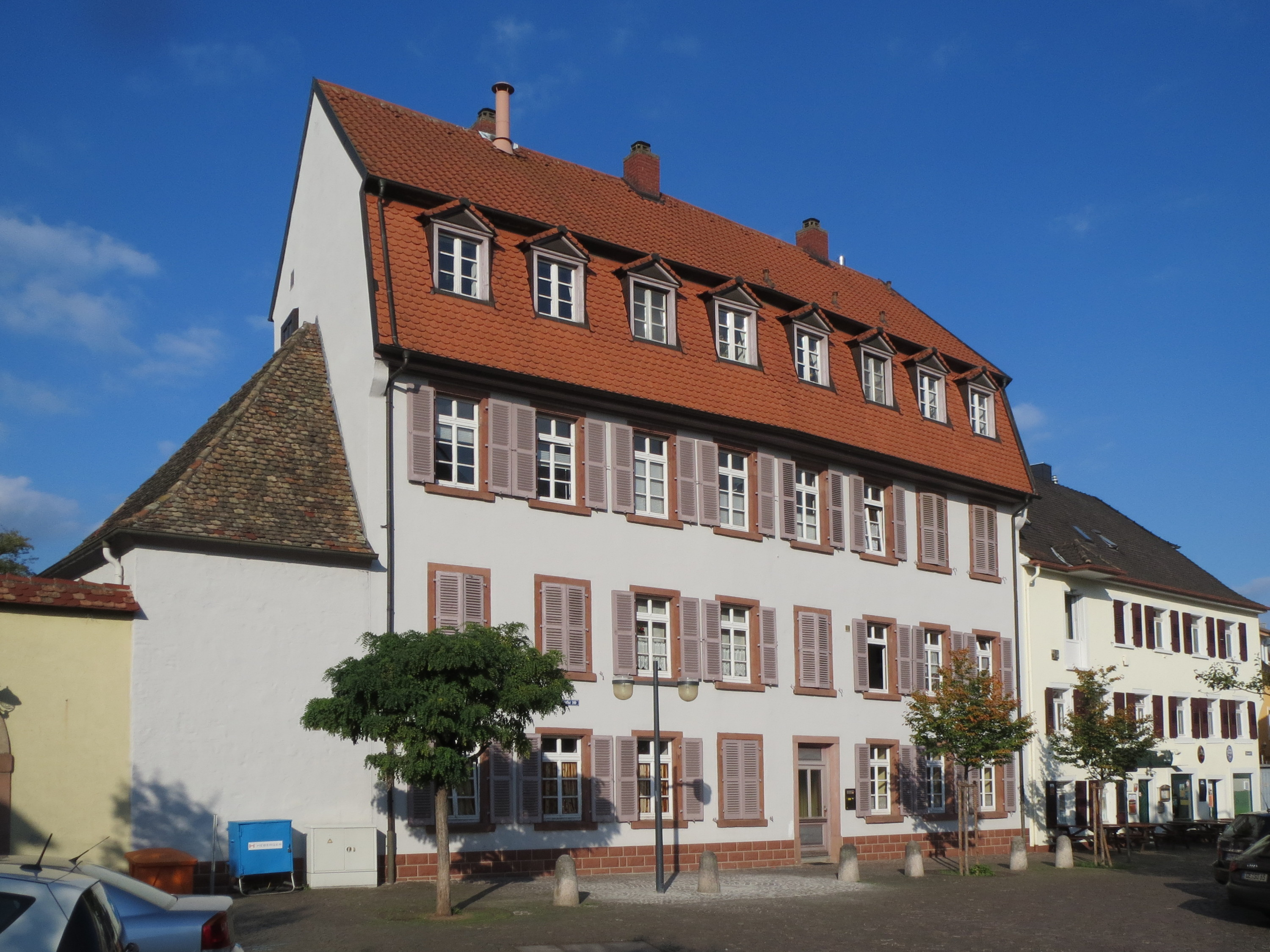
Quotmühle in Speyer

Zwecks wirtschaftlicher Nutzung trieb das Wasser des Speyerbachs früher Mahlmühlen, Säge-, Hammerwerke, Loh- und Walkmühlen an, in neuerer Zeit auch Turbinen zur Stromerzeugung. Die nachstehende Liste erhebt keinen Anspruch auf Vollständigkeit:
- Mückenwiese
  - Sägemühle
- Elmstein[4]
  - Wappenschmiede
  - Leidnersche Sägemühle[5]
- Appenthal[6]
  - Mühle an der Mühlstraße[7]
- Helmbach[8]
  - Neue Sägmühle[9] (auch Helmbacher Sägemühle[10])
- Breitenstein
  - Sägemühle
- Erfenstein[11]
  - Sägmühle[12]
- Frankeneck
  - Mühle am Mühlbach
- Lambrecht
  - Obermühle[13]
  - Walkmühle[14]
  - Untermühle[15]
  - Kupferhammer[16]
- Lindenberg[17]
  - Schloßmaschine (auch Obere Tuchfabrik[18])
  - Neue Maschine (auch Mittlere Tuchfabrik)
  - Alte Maschine (auch Untere Tuchfabrik[19])
- Schöntal[20]
  - Achatmühle[21]
  - 1. Obermühle (auch Sauter'sche Mühle)
  - 2. Obermühle
  - Allmühle
  - Burgmühle
- Neustadt[22]
  - Untermühle, (auch Stadtmühle)
  - Papiermühle am Strohmarkt
  - Postmühle[23]
- Winzingen[22]
  - Wiesenmühle[24]
  - Postmühle
  - Bischofsmühle,[25] (auch Lorchische Mühle)
  - Kronenmühle
  - Haidmühle, (Heidmühle oder Heydtmühle)
- Speyerdorf[26]
  - Untere Mühle[27]
- Haßloch
  - Fronmühle
  - Aumühle
- Speyer[28][29]
  - Lohmühle
  - Quotmühle (auch Untere Mühle oder Holzmühle)
  - Schießberger-Mühle[30]